# Rivière du Moulin (Gentilly)
Pour les articles homonymes, voir Moulin (homonymie) et Rivière du Moulin.
La rivière du Moulin est un affluent de la rive sud du fleuve Saint-Laurent. Cette rivière coule dans le territoire de secteur de Gentilly de la ville de Bécancour, dans la municipalité régionale de comté (MRC) de Bécancour, dans la région administrative du Centre-du-Québec, au Québec, au Canada.

## Géographie
Les principaux bassins versants voisins de la rivière du Moulin sont :
- Côté nord : fleuve Saint-Laurent ;
- Côté est : rivière aux Glaises, rivière aux Orignaux ;
- Côté sud : rivière Gentilly, rivière Beaudet ;
- Côté ouest : rivière de la Ferme, rivière Gentilly.

La rivière du Moulin prend sa source en zone agricole au sud-est du village de Gentilly et au nord de la rivière Gentilly.
À partir de sa zone de tête, la rivière du Moulin coule sur 16 km répartis selon les segments suivants :
- vers l'ouest, jusqu'à la route 263 ;
- vers le nord-ouest, jusqu'au chemin des Bouvreuils ;
- vers le nord, jusqu'à la route du rang Saint-Charles qui passe au sud du village de Gentilly ;
- vers le nord-est, en traversant une première route, puis la route 132, jusqu'à son embouchure dans l'estuaire du Saint-Laurent dans la partie est du territoire de la ville de Bécancour, soit au nord-est du village de Gentilly. Sa confluence est située à l'est du village de Gentilly à l'ouest de la confluence de la rivière aux Orignaux et à l'ouest de la confluence de la rivière aux Glaises.

## Toponymie
Le toponyme rivière du Moulin a été officialisé le 5 décembre 1968 à la Commission de toponymie du Québec.